# Centro de Extensión UJAP
El Centro de Extensión de la Universidad José Antonio Páez (abreviado CEUJAP) es uno de los centros de estudios avanzados en Venezuela. Tiene su sede principal campus de la Universidad José Antonio Páez en el Municipio San Diego, en la ciudad de Valencia, Estado Carabobo, y sus otras sedes en las ciudades de Barquisimeto, Caracas y Maracay.
El CEUJAP ofrece múltiples servicios a la comunidad, entre ellos: Consultorías de Procesos, Gestión de Talento Humano, Gestión de Conocimiento, Creatividad e Innovación, Programas Certificados, Cursos Avanzados, Educación en línea y una gran variedad de Diplomados. Uno de los más populares actualmente es el de Técnicas Básicas de Cocina, en el Centro de Articiencias Culinarias y Gastronómicas donde se prepara a los jóvenes en el oficio de chef y sous-chef. Todos estos estudios se encuentran en modalidades presenciales y semipresenciales.
El CEUJAP es una instancia que considera la actuación, ampliación y perfeccionamiento de conocimientos como función primaria, la valora como herramienta transformadora de la sociedad y es desarrollada de acuerdo a los principios de transversalidad, orientada especialmente al perfeccionamiento de las competencias de los participantes, mediante el desarrollo de más de 100 programas de diplomados, cursos, talleres y seminarios en diferentes áreas.